# Margarita Marqués Martínez
Margarita Marqués Martínez (conocida como Margot) es una investigadora de genética animal de nacionalidad española.

## Vida y carrera
Nació en León en 1971. En 1994 se licenció en Veterinaria, y se integró en el "Grupo de Genética Animal". Su proyecto de Tesis, Análisis funcional de regiones implicadas en la regulación transcripcional del gen de la [beta]-caseína ovina dirigido por el Dr. Fermín San Primitivo, fue merecedor del Premio Extraordinario de Doctorado en el curso 1998-99 y del IV Premio "Marià Rodríguez" para Jóvenes Investigadores en 1999. Acabado el doctorado concurrió al Programa L'Oréal UNESCO For Women in Science, Margarita Marqués consiguió la beca internacional. Regresó a Alemania, donde participó en una línea de investigación sobre el virus del papiloma humano, implicado en el cáncer de cuello uterino. En 2003, ya de regreso en León, continuó las investigaciones iniciadas en el Instituto Roslin de Edimburgo en el entonces recién creado Instituto de Desarrollo Ganadero y Sanidad Animal de León (INDEGSAL). Actualmente colabora en otras líneas de investigación, como la de diferenciación de células troncales de María Carmen Marín Vieira o de transportadores en glándula mamaria de Gracia Merino. Marqués ha sido la única científica española seleccionada en un especial de la prestigiosa revista Science sobre mujeres investigadoras en el campo de la Biología.

## Libros
Regulación Transcripcional del gen de la B-caseína primeros estudios en Ovis aries

## Trabajos de Investigación
p73 is required for vessel integrity controlling endothelial junctional dynamics through Angiomotin